# Love Letter (Gackt)
Love Letter è il quinto album in studio del cantante giapponese Gackt, pubblicato nel 2005.

## Tracce
1. Seiippai no Sayonara (精一杯のサヨナラ) – 4:44
2. Tea Cup – 5:29
3. Etude – 6:24
4. Arittake no Ai De (ありったけの愛で) – 5:36
5. Peace (ピース) – 4:12
6. Kono Yoru Ga Owaru Mae Ni (この夜が終わる前に) – 4:58
7. Kimi ni Aitakute (君に逢いたくて) – 5:33
8. Dears – 6:58
9. Sakurasou (サクラソウ) – 2:42
10. Love Letter – 4:55